# Tamins
Tamins est une commune suisse du canton des Grisons, située dans la région d'Imboden. Elle est surplombée par le Ringelspitz et le Crap Mats.

Photo aérienne (1947)

C'est là que le Rhin se forme à partir de deux rivières, le Rhin postérieur (Hinterrhein en allemand) et le Rhin antérieur (Vorderrhein).